# Live Bait
Live Bait è un film del 1995 diretto da Bruce Sweeney, qui al suo debutto alla regia, e scritto dal medesimo come tesi di laurea per il suo Master of Fine Arts in Film Studies presso l'Università della Columbia Britannica.

## Trama
Trevor McIntosh è un ragazzo di 23 anni che tenta di perdere la verginità durante l'estate post laurea mentre sullo sfondo il rapporto tra suo padre e sua madre vacilla.

## Riconoscimenti
La pellicola ha vinto il premio per il migliore lungometraggio canadese al Toronto International Film Festival del 1995.